# 七殺碑
七殺碑（しちさつひ）は、明末の大西軍の首領であった張献忠が四川省に建立した石碑とされる。
伝説によれば、張献忠は人々をこの石碑の前に連れて来て殺すためにこの石碑を建てたという。石碑の両側には「天生萬物與人 人無一物與天」と書かれており、石碑の中央には「殺殺殺殺殺殺殺」の文字が7つある。故に「七殺碑」と呼ばれている。しかし、これはあくまで伝説と考えられており、清代の学者である彭遵泗の著書『蜀碧』によると、張献忠が現実に建立した石碑である「聖諭碑」の碑文は「天生萬物與人 人無一物與天 鬼神明明 自思自量」であったと記されている。
朱贞木が1949年に制作した武侠小説『七殺碑』で取り上げられて有名となり、学術的には実在が疑われているものの、民間では広く知られている。

## 内容
天生萬物與人（天は万物を生み人に与え）
人無一物與天（人は天に一物も与えず）
殺殺殺殺殺殺殺（殺せ殺せ殺せ殺せ殺せ殺せ殺せ）

## 漢詩「七殺詩」
中国のネットで「七殺碑の碑文」として流布している漢詩「七殺詩」とその日本語訳。
| 原文                                 | 日本語訳 |
| ------------------------------------ | --- |
| 天生万物以養人、世人猶怨天不仁。     | 天は万物を生み人々を養う。それでも世間の人々はまた天が不公平であることに嘆いている。                             |
| 不知蝗蠹遍天下、苦尽蒼生尽王臣。     | 自分たちを苦しめているのは、皇帝とその大臣たちという害悪であることに気づかずに。                                 |
| 人之生矣有貴賤、貴人長為天恩眷。     | 人は生まれながらに身分に差は出る。身分の高い者だけが天の恩恵を受けれる。                                         |
| 人生富貴総由天、草民之窮由天譴？     | 貧しい人は困難を強いられ、出自によって全てが決まる。これは天の本来の願いであろうか？                             |
| 忽有狂徒夜磨刀、帝星飄揺熒惑高。     | これを覆すため、ある夜、刃物を磨く狂人が現れる。皇帝を表す帝座の星は揺れ、戦乱を表す熒惑の星は妖しく光っている。 |
| 翻天覆地従今始、殺人何須惜手労。     | これからは皇帝の座を狙う輩の世だ、殺人を惜しむことはない。                                                       |
| 不忠之人曰可殺！不孝之人曰可殺！     | 忠に欠ける人は殺す！ 孝に欠ける人は殺す！                                                                        |
| 不仁之人曰可殺！不義之人曰可殺！     | 仁に欠ける人は殺す！ 義に欠ける人は殺す！                                                                        |
| 不礼不智不信人、大西王曰殺殺殺！     | 礼、智、信に欠ける人は皆、我が大西王の手で殺す、殺す、殺す！                                                     |
| 我生不為逐鹿来、都門懶築黄金台。     | 我は皇帝になり、国を治める人材を集める為の黄金台を築くなど興味がない。                                           |
| 状元百官都如狗、総是刀下觳觫材。     | だから状元共も大臣共も、犬のように我が刀の下でおののいて死ぬがよい。                                             |
| 伝令麾下四王子、「破城不須封刀匕」。 | 我が養子の四人に告げる！城を落としたら、城内にいる者たちをそのまま一人残らず殺せ！                               |
| 山頭代天樹此碑、逆天之人立死跪亦死！ | ここにこの碑を建てて天意を代弁する。天を逆らう者は跪いても許すべからず。                                         |

実際は中国のネットクリエーターの燕垒生が2003年にネット上に発表した物であるが、出典不明のまま流布しており、例えば大量殺人犯のニュースが出るたびにSNSに貼られたりしている。また、燕垒生の友人である沧月が2007年に出版した小説『镜·辟天』に登場したバージョンの物もネット上で流布しており、こちらは燕の許可を得て一部が改変されている。

## 疑問と考証
四川の伝説によると、張献忠は屠蜀により、人々を大量殺人したうえに、記念碑まで立てた。その碑の両側には「天生萬物與人 人無一物與天」と書かれ、碑の真ん中には「殺殺殺殺殺殺殺」と7つの大きな文字が書かれている、という。
この伝説は数百年にわたって親しまれてきたが、張献忠の「伝説」に関しては、近年、南開大学教授の南炳文や四川大学教授の胡昭曦など、多くの中国大陸の学者から信憑性に欠けるとの疑問の声が上がっており、「七殺碑」もそのうちの一つである。この「七殺碑」の伝説は、清朝翰林の歷史学者である彭遵泗の著書『蜀碧』における張獻忠の「聖諭碑」の記述と食い違っており、これによると、実際の碑文の文字は「天生萬物與人 人無一物與天 鬼神明明 自思自量（天は万物を生み人に与え、人間は天に一物も与えない。鬼神は全てお見通しなのだから、自分で考えて行動せよ）」とあったという。『續編綏寇紀略』『明史』には、張献忠が四川で「六萬萬人（萬萬とは「十万」または「一億」を意味するが、ここでは「十万」の意か）」を殺害したと記載されており、これをもって張献忠が「6億人」を殺害したという「伝説」もあるが、当時、中国の総人口はまだ1億人に満たず、明朝萬曆年間にようやく1億2千万ないし2億に到達したと歴史学者は推測しているわけであるから、「6億人」を屠殺したとする「伝説」は明らかに現実的ではない。
明朝の遺民である吳偉業も、その著作『綏寇紀略』の中で同樣に「七殺碑」の存在を認めていない。その記述によると、「諭曰：天生萬物與人，人無一物與天，鬼神明明，自思自量」とのこと。しかし、張献忠が屠蜀の首魁であったことに関しては『蜀碧』と『綏寇紀略』は一致して認めている。
現代の歷史学者である胡昭曦は、『四川古史考察札記』の中で、「『六萬萬有奇（6億人余りを殺した）』のような伝説は確かに多くの穴がある。張献忠は確かに「七殺碑」の伝説によって誹謗されたが、張献忠に汚名を着せたのは、明末の四川の地主や南明の将軍たちであり、その証拠に、新繁縣の地主である費密家の先祖代々の墓に建立された「一通歌碑」や、南明の将領・楊展が「張獻忠聖諭碑」の裏に刻んだ「萬人墳碑記」は、南明軍の殺人の惨状を農民軍のせいにしようと意図したものである」。胡昭曦によれば、これらの「相矛盾した」記載は、屠蜀の真犯人が、南明の地主階級組織による武装帰郷団が四川の労働人民の反攻に対する報いとして行ったものであり、すでに西暦1647年に死亡していた農民革命の指導者である張献忠のせいではないことを証明しているとしている。このように、屠蜀に関しては南明軍の罪を張献忠に着せたものも多いと考えられており、また「七殺碑」に関しては同時代の資料にも記載がなく、完全な後世の「伝説」だろうと考えられている。